# Pietro Ferrero (chef d'entreprise, 1963-2011)
Pour les articles homonymes, voir Pietro Ferrero.
Pietro Ferrero, né le 11 septembre 1963 à Turin en Italie et mort le 18 avril 2011, à Camps Bay en Afrique du Sud, est un chef d'entreprise italien, coprésident de la société italienne de confiserie Ferrero de 1997 à sa mort.

## Biographie
Pietro Ferrero est né à Turin, il est le fils aîné de Michele Ferrero, qui a transformé Ferrero en leader international. En 1985, il commence à travailler dans la société, et en 1992 il devient responsable opérationnel pour l'Europe. Lorsque Michele Ferrero prend sa retraite en 1997, Pietro et son frère Giovanni lui succèdent.
Pietro Ferrero meurt le 18 avril 2011 à Camps Bay, près du Cap en Afrique du Sud après une chute de vélo.

## Sources
- (en) Cet article est partiellement ou en totalité issu de l’article de Wikipédia en anglais intitulé « Pietro Ferrero Jr. » (voir la liste des auteurs).